# Mahiet
Mahiet est un enlumineur actif à Paris entre 1323 et 1352. Il a été un collaborateur du grand enlumineur parisien Jean Pucelle. Il est identifié à Mathieu Le Vavasseur, libraire à Paris et mort avant 1352, parfois appelé du nom de convention Maître des Vies de saint Louis.

## Éléments biographiques et stylistiques

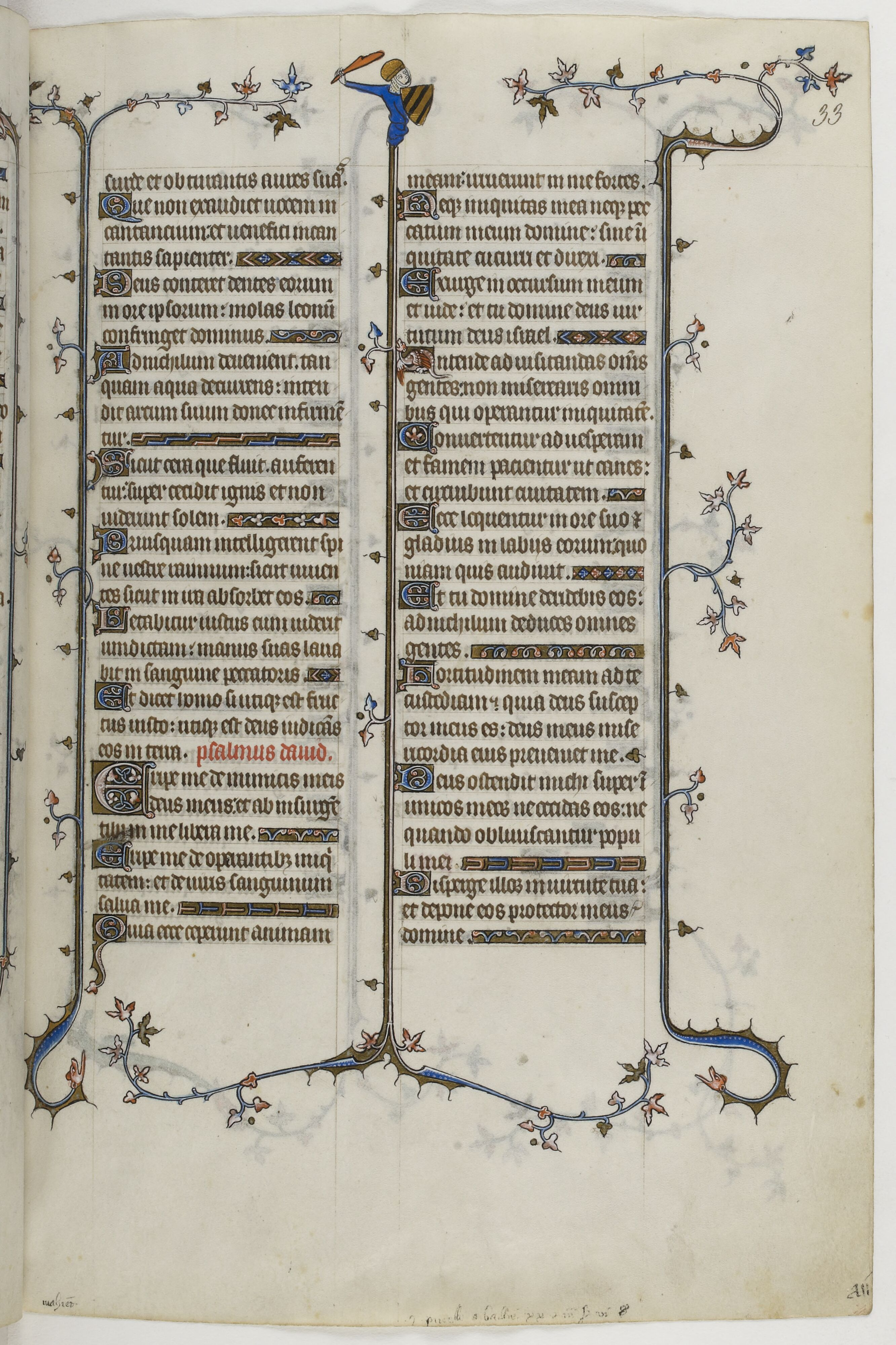
Page du bréviaire de Belleville évoquant le paiement de Mahiet par Jean Pucelle.

Le nom de Mahiet est connu par l'indication d'un paiement fait par Jean Pucelle à son collaborateur placée en bas d'une page du Bréviaire de Belleville (f.33r.) pour la réalisation des figures placées en bout d'antenne dans le manuscrit. François Avril l'a identifié à l'artiste qui a illustré des manuscrits de Guillaume de Saint-Pathus et Jean de Joinville et designé sous le nom de Maître des Vies de saint Louis. Le très grand nombre de manuscrits qui lui sont attribués à partir des années 1330 fait penser qu'il est alors à la tête d'un important atelier parisien (successeur de celui de Jean Pucelle ?) et ayant le statut de libraire.
C'est pourquoi il a été proposé de l'identifié à Mathieu Le Vavasseur, clerc du diocèse de Bayeux, libraire-juré, tenant boutique rue Neuve-Notre-Dame, selon son serment professionnel à l'université de Paris en 1342. Il serait mort avant 1352. Cependant, cette identification est mise en doute par le fait que les manuscrits du Maître des Vies de saint Louis semblent d'origine picarde plutôt que normande.

## Œuvres attribuées

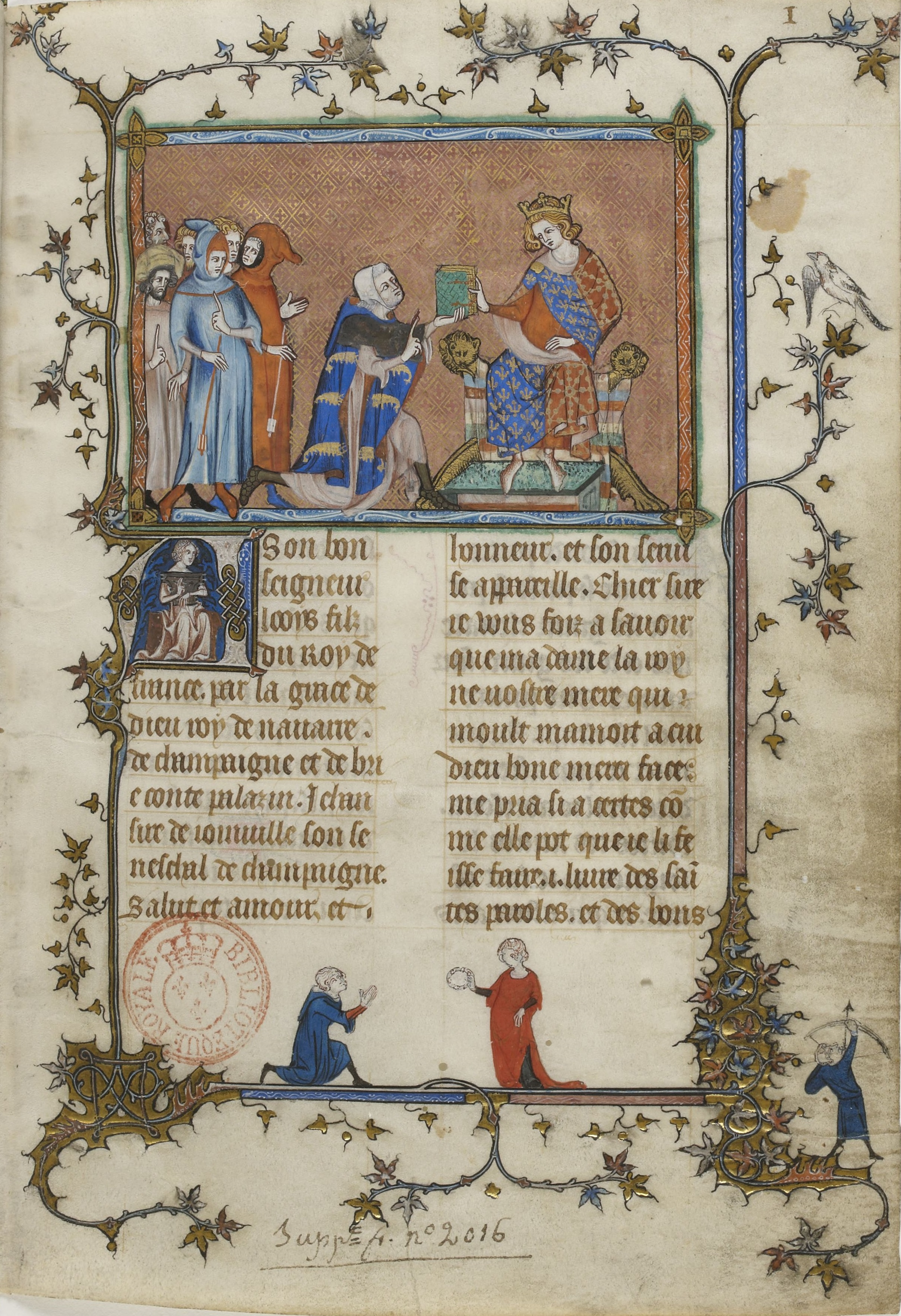
Jean de Joinville présente sa Vie de Saint Louis au roi Louis X le Hutin.

La décoration d'une trentaine de manuscrits lui sont attribués sur des critères stylistiques. Parmi lesquels :
- Bréviaire de Belleville, Mahiet collaborateur de Jean Pucelle pour les figures en bout d'antennes, vers 1323-1336, Bibliothèque nationale de France, Lat.10483-10484
- L'Âtre périlleux et Yvain ou le Chevalier au lion de Chrétien de Troyes, avant 1320, BNF, Fr.1433[4].
- Vies de saints, vers 1320, 80 initiales historiées, en collaboration avec Richard de Verdun, Bibliothèque de Genève, CL 102[5]
- Roman de Joseph d’Arimathie, Bibliothèque municipale de Bourg-en-Bresse, Ms.55.
- un recueil de dévotion ayant appartenu à la famille Leclercq de Saultré, 22 miniatures, vers 1325, Musée Condé, Ms.137[6]
- Bible historiale, vers 1325, Morgan Library and Museum, ms.M.433[7]
- Romans arthuriens : Merlin, suite de Merlin, Agravain, Queste del Graal, Mort le roy Artu, 1325-1330, Bibliothèque de l'Arsenal, ms.3482[8].
- Roman de Cassidorus, d’Helcanus et de Peliarmenus, fin des années 1320, Bibliothèque royale de Belgique, ms.9401.
- Decretum Gratiani avec des commentaires de Barthélemy de Brescia, vers 1328, Bibliothèque de Cambrai, Ms.623[9]
- Legenda Sancti Thomae de Bernard Gui pour Marie de Clermont, prieure de Saint-Louis de Poissy, vers 1323-1330 Bibliothèque nationale du Portugal à Lisbonne, IL.60
- Vie et miracles de saint Louis de Guillaume de Saint-Pathus, 90 miniatures, vers 1330, BNF, Fr.5716[10]
- Bible de Saint-Alban, vers 1330, dispersée entre 12 lieux de conservations différents[11]
- Tabula juris canonici et civilis, provenant du couvent des Grands-Augustins, 1 initiale historiée, Bibliothèque mazarine, Ms.287[12]
- Le Jeu de Robin et de Marion d'Adam de la Halle, 124 miniatures, avant 1325, Bibliothèque Méjanes, Aix-en-Provence, Ms.166[13]
- Bréviaire de Marie de Saint-Pol, vers 1330-1340, 39 miniatures, Bibliothèque de l'université de Cambridge, MS Dd.5.5[14]
- un recueil de dévotion, 22 miniatures, vers 1330, BNF, Fr.1136[15]
- Histoire de saint Louis à Philippe le Hardi (fragment), 2 miniatures, vers 1330, Archives départementales de Maine-et-Loire, F(003) 6[16]
- Miroir historial de Vincent de Beauvais pour Jean II le Bon, 1332-1335, 450 miniatures en collaboration avec Richard de Verdun, dispersé entre la bibliothèque de Université de Leyde (Vossius gall. f° 003 A), la Bibliothèque de l'Arsenal, Ms.5080[17] et 3 autres lieux de conservation[18]
- Grandes Chroniques de France, exemplaire pour Jean II le Bon, vers 1332-1350, British Library, Royal MS 16 G VI
- Bible historiale, vers 1330-1340, British Library, Royal 18 D VIII.
- Vie de saint Louis de Jean de Joinville, 2 miniatures, vers 1330-1340, BNF, Fr.13568[19]
- Roman de Laurin ou  Roman des Sept Sages de Rome, vers 1330-1340, dispersé[20] entre la Bodleian Library, Douce d. 13, Victoria and Albert Museum, Manuscript cutting 814-1894, Musée Saint-Remi, Reims, inv. 978.28391 à 978.28394[21]
- Décret de Gratien, 1 miniature du maître, 1334, Bibliothèque apostolique vaticane, ms. Ross. lat.307
- Livre d'heures de Jeanne de Navarre, en collaboration avec Jean Le Noir, intervention dans les suffrages des saints, vers 1336-1340, BNF, NAL 3145[22]
- Liber sextus decretalium avec gloses de Boniface VIII et Clementinae de Clément V, seconde moitié des années 1330, BNF, Lat.4068[23]
- Bréviaire à l’usage de Châlons-en-Champagne, pars hiemalis, fin des années 1330, J. Paul Getty Museum, ms.Ludwig IX 2[24]
- Composition de la sainte Écriture, ou le Ci nous dit, 800 miniatures, vers 1340, Musée Condé, Mss.26-27
- Feuillet ajouté dans une bible allemande du XIIIe siècle, vers 1340, Bibliothèque Ambrosienne, ms.A101 inf.
- Lancelot du Lac, début des années 1340, BNF, Fr.16999[25]
- Speculum historiale (livres 1–16) de Vincent de Beauvais, première moitié des années 1340, Bibliothèque municipale de Rouen, ms.1133[26].
- Bréviaire de Jeanne de Bourbon, à l’usage des franciscains, 1342-1350, 36 miniatures, BNF, Lat.1288[27]
- Bible historiale de Guiart des Moulins, 115 miniatures, vers 1340-1350, Bibliothèque de la Faculté de médecine de Montpellier, H.049[28]
- un recueil de dévotion, 24 miniatures, années 1340, BNF, N.A.F. 4338
- Bible latine, années 1340 ou vers 1350, 8 miniatures et des lettrines historiées, BNF, N.A.L.3101[29].
- Décrets de Gratien avec gloses, années 1340, BNF, Lat.16898[30].
- Canon super calendarium de Petrus Dachiae, date inconnue, Bibliothèque Ambrosienne, ms.N.55 sup.